# Skandinavisk Film Kompagni
Skandinavisk Film Kompagni (SFK) var et dansk film- og tv-produktionsselskab, der blev grundlagt i 1996 af journalisterne Jørgen Koldbæk og Erik Stephensen. Indtil 2005, hvor JP/Politikens Hus købte 50% af aktierne, var selskabet 100% medarbejderejet.
SFK producerede programmer til både danske og udenlandske tv-stationer, bl.a. Aha for DR1 og alt dansk indhold på TV2 Charlie. Siden 2001 har selskabet også produceret levende billeder til internet-tv.
Blandt medarbejderne var Michael Meyerheim, Ole Stephensen, Jarl Friis-Mikkelsen og Cecilie Frøkjær.
Selskabet havde hovedsæde i en tidligere fabriksbygning på Ydre Østerbro, men havde også lokaler i Filmbyen i Århus.
1. januar 2010 solgte Skandinavisk Film Kompagni til Monday Media.